# Вільнослобідська сільська рада
Вільнослобідська сільська́ ра́да — колишній орган місцевого самоврядування у Глухівському районі Сумської області. Адміністративний центр — село Вільна Слобода.

## Загальні відомості
- Населення ради: 484 особи (станом на 2001 рік)

## Населені пункти
Сільській раді були підпорядковані населені пункти:
- с. Вільна Слобода
- с. Мала Слобідка

## Склад ради
Рада складалася з 12 депутатів та голови.
- Голова ради: Яловенко Олександр Васильович
- Секретар ради: Хоменко Раїса Кузьмівна

### Керівний склад попередніх скликань
| Прізвище, ім'я, по батькові   | Основні відомості                                                               | Дата обрання | Дата звільнення |
| ----------------------------- | ------------------------------------------------------------------------------- | ------------ | --------------- |
| Новиков Іван Миколайович      | Сільський голова, 1962 року народження, безпартійний                            | 26.03.2006   | 31.10.2010      |
| Яловенко Олександр Васильович | Сільський голова, 1959 року народження, освіта середня спеціальна, безпартійний | 31.10.2010   |                 |

Примітка: таблиця складена за даними сайту Верховної Ради України